# IRAS 16293-2422
IRAS 16293-2422 — двойная звезда в созвездии Змееносца. Находится на расстоянии на расстоянии 460 световых лет от Солнца.
Оба компонента системы имеют массу, очень близкую к солнечной массе. Звезда входит в состав скопления Ро Змееносца.
В результате серии наблюдений, которые были проведены в 2011 и 2012 году с помощью радиотелескопа Atacama Large Millimeter Array было обнаружено, что в состав газопылевого облака вокруг звёзд входят не только неорганические соединения, но и большое количество органических соединений, в частности, карбоновые кислоты и простейший сахар — гликольальдегид.
Обнаружение сахара было важным открытием для космохимии, так как сахар входит в состав РНК и является «строительным кирпичиком для жизни». Не исключено, что он в будущем попадёт на планеты, которые сформируются вокруг этой звёздной системы.
В 2016 году вокруг звёзд было обнаружено плотное кольцо радиусом в 50 земных орбит, которое содержит органические молекулы метилформиат и карбонилсульфид. Также при наблюдении протозвезды солнечного типа IRAS16293-2422 B в облаке пыли и газа было обнаружено два региона, в которых присутствует предшественник аденина гликолонитрил (HOCH2CN): холодный (-249 ± 8 °C) и расположенный ближе к протозвезде относительно тёплый (-115 ± 38 °C). В первом регионе концентрация составляет не более (6 ± 2) × 10−10 относительно концентрации молекулярного водорода, а во втором — (6,5 ± 0,6) × 10−11.